# Wargnies-le-Grand
Wargnies-le-Grand är en kommun i departementet Nord i regionen Hauts-de-France i norra Frankrike. Kommunen ligger i kantonen Le Quesnoy-Ouest som tillhör arrondissementet Avesnes-sur-Helpe. År 2022 hade Wargnies-le-Grand 1 113 invånare.

## Befolkningsutveckling
Antalet invånare i kommunen Wargnies-le-Grand
| Referens: INSEE |